# Dawan Klod
Dawan Klod is een bestuurslaag in het regentschap Klungkung van de provincie Bali, Indonesië. Dawan Klod telt 2153 inwoners (volkstelling 2010).